# صناعة اللحوم

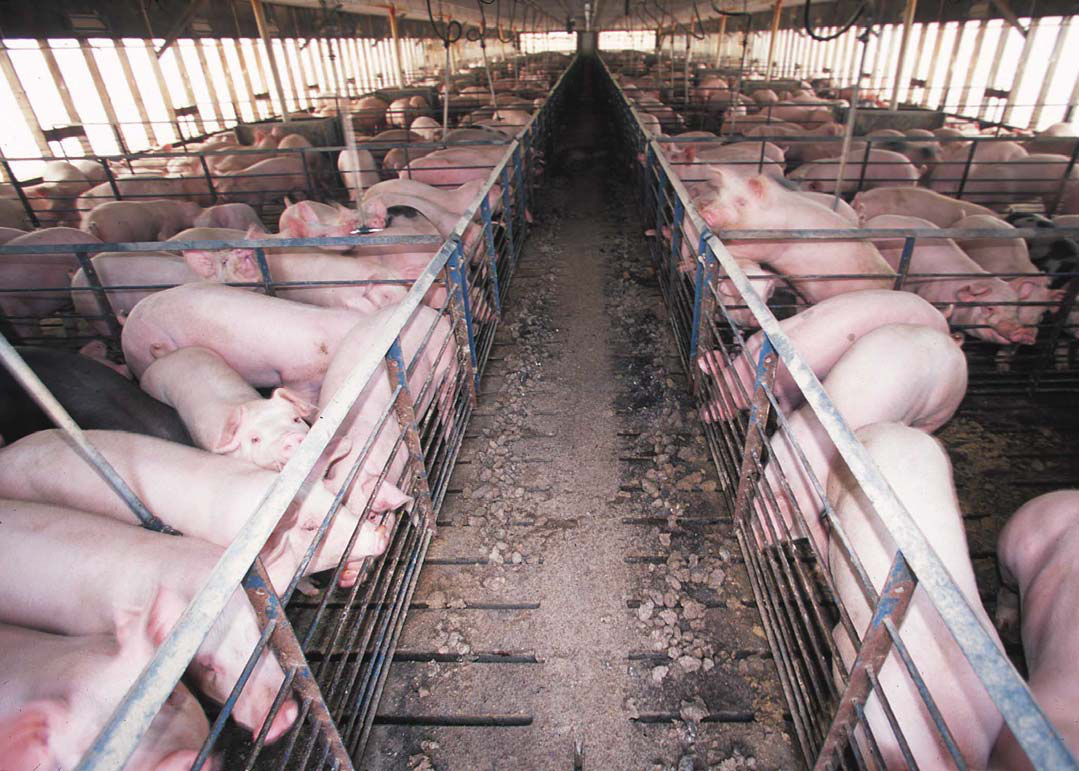

يصف مصطلح صناعة اللحوم زراعة الدواجن الصناعية الحديثة من أجل الإنتاج. تغليف اللحوم وحفظها وتسويقها (على النقيض من منتجات الالبان والصوف وغيرها) وبالنسبة للإقتصاد، هو مزيج من النشاط الاساسى (الزراعة) والثانوى (الصناعة) ويصعب وصفه بدقة بطريقة واحدة فقط. الجزء الأكبر من صناعة اللحوم بأكملها يطلق عليه صناعة تعبئة اللحوم وهو الجزء الذي يعالج ذبح الحيوانات وتجهيزها وتعبئتها وتوزيعها مثل الابقار والخنازير والاغنام وغيرها من المواشى.
جزء كبير من فرع اللحوم المتزايد في صناعة الاغذية ينطوى على تربية حيوانات مكثفة حيث يتم الاحتفاظ بالحيوانات بشكل شبه كامل في الداخل أو في الاماكن المحظورة في الهواء الطلق مثل الاقفاص. وقد أصبح العديد من جوانب تربية الحيوانات للحوم الصناعية، حتى العديد من الممارسات المرتبطة أكثر بالمزارع الاسرية الصغيرة، على سبيل المثال. الاطعمة الذواقة مثل (فوا جرا). ان إنتاج الثروة الحيوانية عبارة عن صناعة متكاملة رأسيا بشكل كبير حيث يتم دمج غالبية مراحل سلسلة التوريد وامتلاكها من قبل شركة واحدة.

## اعتبارات الكفاءة
صناعة الماشية لا تستهلك فقط المساحة الأكبر من الأرض عن أي نشاط بشري آخر، ولكنها أيضًا تساهم بشكل كبير في تلوث المياة ومصدر كبير للغازات الدفيئة.نسبة تحويل الأعلاف للحيوانات أيضًا تعد عاملًا مهمًا. بالأضافة إلى عوامل أخرى كاستخدام الطاقة والأرض والمبيدات والمصادر الغير متجددة. وأيضًا استخدام اللحم البقري، ولحم الضأن والماعز، ولحم الجاموس كمصادر لللحم الأحمر تؤدي إلى أسوأ كفاءة، على النقيض يصل إنتاج الدواجن والنتاج البيض لأعلى كفاءة.